# Galepsus nigricoxa
Galepsus nigricoxa är en bönsyrseart som beskrevs av Giglio-tos 1927. Galepsus nigricoxa ingår i släktet Galepsus och familjen Tarachodidae. Inga underarter finns listade i Catalogue of Life.